# Arne Karlsson
Pour les articles homonymes, voir Karlsson.
Arne Karlsson  est un skipper suédois né le 23 mars 1936  à Örebro. 

## Carrière
Arne Karlsson remporte lors des Jeux olympiques d'été de 1964 la médaille d'argent en classe 5,5 mètres sur Rush VII. 

## Famille
Il est le fils de Hjalmar Karlsson, champion olympique de voile.